# W moim kraju
W moim kraju – utwór promujący trzeci album studyjny Closterkeller o nazwie Violet z 1993 roku, do którego nakręcono teledysk pod kierownictwem Katarzyny Kanclerz. Piosenka została wydana nakładem Izabelin Studio i utrzymana jest w stylistyce rocka gotyckiego. Autorką tekstu jest Anja Orthodox. Promo odnotowało 39. miejsce na Liście przebojów Programu Trzeciego Polskiego Radia.

## O promo singlu
Na temat utworu wokalistka wypowiedziała się w wywiadzie dla portalu Rockmetal w 1999:

Fatalnie (mi się śpiewało na płycie Violet). W ogóle nie mogłam złapać oddechu, bardzo się przyduszałam. W takim stanie musiałam coś nagrać na singla. Jedynym kawałkiem, który mogłam zaśpiewać było „W moim kraju”. Udało mi się nagrać wokale, ale cięcia następowały co pół minuty. Utwór okazał się naszym pierwszym sporym przebojem. To był jedyny plus śpiewania w ciąży.

## Twórcy
Opracowano na podstawie materiału źródłowego.
| Zespół Closterkeller w składzie - Anja Orthodox – wokal, tekst - Piotr Pawłowski – perkusja - Krzysztof Najman – gitara basowa - Paweł Pieczyński – gitara - Michał Rollinger – klawisze |  | Inni - Andrzej Puczyński – produkcja i realizacja - Grzegorz Piwkowski – mastering - Igor Czerniawski – realizacja |

## Notowania
| Lista                     | Pozycja |
| ------------------------- | ------- |
| Polskie Radio Program III | 39      |

## Nominacje
Nagranie zająło 7. miejsce w plebiscycie „Brum Top” (Teledysku roku) czasopisma Brum w 1993. W 2018 w plebiscycie 100 utworów na 100-lecie niepodległości Antyradia piosenka uplasowała się na 8. pozycji.